# Croton siderophyllus
Pour Croton siderophyllus var. velutinus, (Baill.) Müll.Arg., 1866, voir Croton velutinus.
Espèce
Croton siderophyllus est une espèce de plantes à fleurs du genre Croton et de la famille des Euphorbiaceae, présente au Brésil (État du Minas Gerais, État de Bahia).
Il a pour synonymes :
- Croton claussenianus var. hirsutus, Müll.Arg.
- Croton claussenianus var. tomentellus, Müll.Arg., 1865
- Croton siderophyllus var. genuinus, Müll.Arg., 1866
- Croton siderophyllus var. hirsutus, (Müll.Arg.) Müll.Arg., 1866
- Oxydectes siderophylla, (Baill.) Kuntze